# Юбилейный (Могилёвская область)
Юбилейный (бел. Юбілейны) — посёлок в Бобруйском районе Могилёвской области Беларуси. Входит в состав Слободковского сельсовета.

## География
Посёлок находится в юго-западной части Могилёвской области, при автодороге Р-43, на расстоянии 4 километров западу от города Бобруйска, административного центра района. Абсолютная высота — 151 метр над уровнем моря. Площадь населённого пункта — 0,2086 км².

## История
Юбилейный был основан в 1969 году как центральная усадьба совхоза «Киселевичи». Название связано с 25-летним юбилеем Победы в Великой Отечественной войне.

## Население
По данным переписи 2019 года, в посёлке проживало 326 человек.
| Год  | Население, человек |
| ---- | ------------------ |
| 1986 | 350                |
| 2007 | ↘ 343              |
| 2009 | ↘ 325              |
| 2019 | ↗ 326              |